# ラガールカード

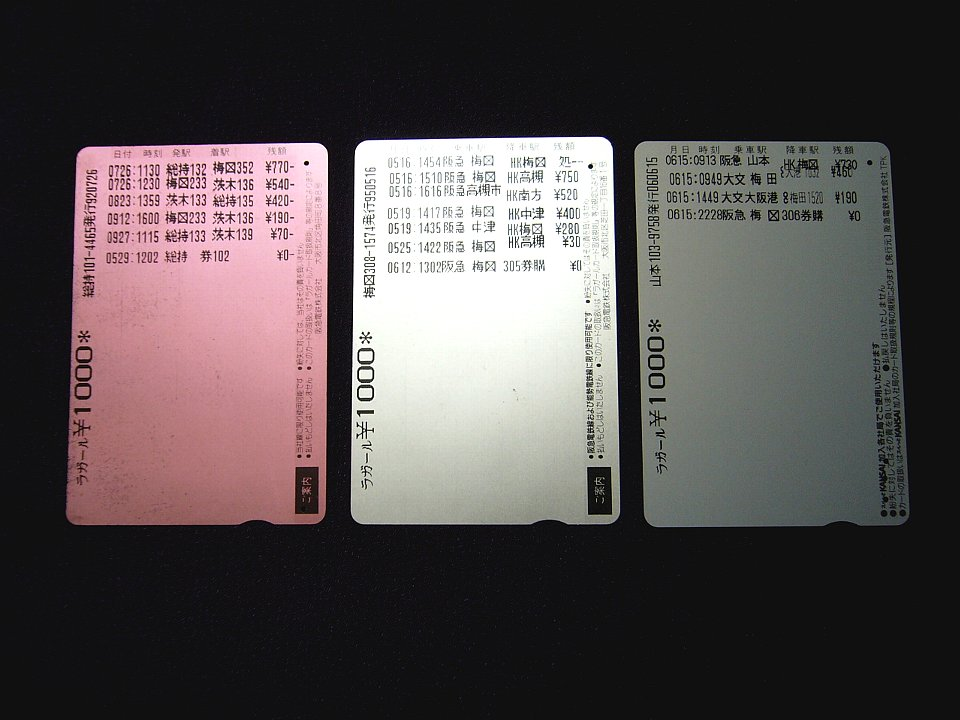
磁気面の変遷。左から1992年・1995年・2006年発行分

ラガールカードは、阪急電鉄・阪神電気鉄道・神戸高速鉄道が発売していたプリペイドカード。カード名はフランス語の「La gare」（駅）に由来する。
本項目では、ラガールカードの後継として阪急電鉄・阪神電気鉄道・能勢電鉄ならびに北大阪急行電鉄の4社が共通発行する「阪急 阪神 能勢 北急レールウェイカード」についても記す。

## 発売当初からスルッとKANSAI開始まで
- 1989年、阪急電鉄の自動改札機に直接投入できるストアードフェアシステム対応カードとして発売を開始した。しかし、当初は自動改札機が未対応であったため、自動券売機での乗車券の購入や自動精算機での精算に利用できるのみで、肝心のストアードフェアカードとしては利用できなかった。
- 1992年4月1日、自動改札機での利用が阪急全駅で一斉に開始（ラガールスルー）[1]。事業者としてはJR東日本（イオカード）に次いで二番目、自社全線全駅で利用可能という条件では初の自動改札機対応カードとなった。
- カード磁気面は発売当初、破壊感熱式と呼ばれる方式で、光沢の強い銀色であった。券売機発行の場合、カードによっては磁気面に赤・橙・ベージュ・緑・青・紫などの色がついているものもあり、管区によって色が決まっていた。発売駅・金額・駅名等が印刷発行され、21回分の印字スペースがあった。なお、印字スペースが満杯となるとそのままでは使用できなくなり、代わりにそのカードを自動券売機に挿入すると残高分だけ利用できる新たなカードが発行される仕組みとなっていた。
- 1994年4月1日、能勢電鉄が「パストラルスルー」として同じシステムを採用。同社のパストラルカードと共通利用が可能となった。
- 1994年に発売開始した京浜急行電鉄の（初代）ルトランカードは関東の鉄道事業者で唯一ラガールカードのシステムを参考としており、入場時に初乗り運賃が引かれないシステムであった（他社局はJR東日本のイオカードのシステムを元にしており、入場時に初乗り運賃が引かれていた）。ちなみに、ルトランカードの名称もフランス語（Le train）由来である。

## スルッとKANSAI開始以降
- このシステムによるラガールスルー・パストラルスルーでの成果を元に、阪神電気鉄道、大阪市交通局、北大阪急行電鉄を加えた5社局で1996年3月20日に「スルッとKANSAI」が開始された[2]。
- スルッとKANSAIでは残額が初乗り運賃未満となったカードでも入場できるようになっており、スルッとKANSAI開始に合わせてラガールカードも残額が初乗り運賃未満で入場できるようになった。
- システムが一部修正されたため、スルッとKANSAI開始前に発売されたラガールカードとパストラルカード（"S""F"を組み合わせた楕円形のマーク、もしくは「スルッとKANSAI」ロゴのないもの）は、スルッとKANSAI開始後にはそのまま使用することはできなくなった。これらのカードは、スルッとKANSAI導入後数年間は、阪急あるいは能勢電で一度利用すると、その際に磁気データの書換えが行われて他社局でも使えるようになっていたが、2006年現在この取扱いは終了しており窓口での交換となっている。
- スルッとKANSAI開始直後のラガールカードの磁気面は開始前同様、光沢の強い銀色であったが、のちにテレホンカードや他社の一般的な磁気乗車カードと同様の灰色の磁気面（感熱発色式）となり、磁気面右下に偽造防止のための23個のかすかな突起が入るようになった。
- 1999年10月1日、神戸高速鉄道によるスルッとKANSAI導入に伴い、花隈 - 高速長田間各駅及び西元町駅にてラガールカードの発売を開始。
- スルッとKANSAIカードの偽造発覚後に発売されているラガールカードには、表面の上下端に券面金額・Lagareロゴ、投入矢印の印字面上、余白面の一部にスルッとKANSAIロゴのパールインク処理が施されている。
- 2010年10月1日、神戸高速鉄道・西元町 - 高速長田間各駅の駅運営管理が阪神電気鉄道へ移管された（同時に花隈駅の駅運営管理が阪急電鉄へ移管）が、その後も引き続きこれらの駅でもラガールカードを発売している。

## 阪急 阪神 能勢 北急レールウェイカード

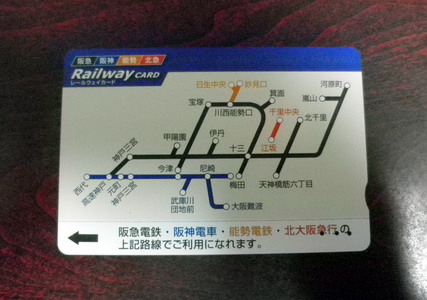
阪急阪神能勢北急レールウェイカード

ラガールカードを含むスルッとKANSAI対応共通磁気カードが2017年3月31日限りで発売終了、2018年1月31日限りで自動改札機等での取扱終了となることに伴い、ラガールカードも2017年3月31日限りで発売を終了した。
南海電気鉄道や大阪市交通局（当時）などスルッとKANSAI加盟事業者の多くがPiTaPaに加えて西日本旅客鉄道（JR西日本）主導の交通系ICカード「ICOCA」の取扱に移行する中、阪急阪神系4社（阪急電鉄・阪神電気鉄道・能勢電鉄・北大阪急行電鉄）に限っては、2017年4月1日から2019年2月28日までは「阪急 阪神 能勢 北急レールウェイカード」を発売していた。「レールウェイカード」発売終了と同時に、上記4社においても関西の他社局と同様に3月1日より自社で「ICOCA」の発売、移行を開始した。
多くの加盟各社局でのラガールカードの自動改札機等での取扱いが2018年1月31日限りで終了したものの、上記4社では「レールウェイカード」のほかに、それまで発売されたラガールカード（らくやんカード、パストラルカード、レジオンカード、モノカードを含む）も2019年9月30日まで引き続き自動改札機で使用できる状態を継続していた。
なお「レールウェイカード」は発売開始からわずか2年弱（23か月）で発売終了、自動改札機での取り扱いも2年半で終了したが、券売機での乗車券購入、自動精算機での使用は引き続き当分の間可能であった。なお、阪神電気鉄道では2022年9月30日限りで自動券売機や自動精算機での使用も終了した。阪急電鉄でも2023年9月30日限りで自動券売機や自動精算機での使用も終了した。
2018年2月1日以降、利用予定のないラガールカード所持者に対し未使用残額の払い戻しを2033年9月30日までの予定で行っている。また、「レールウェイカード」の払い戻しは2019年10月1日より阪急電鉄では2033年9月30日までの予定で行っている。阪神電気鉄道では2024年9月30日で払い戻しを終了した。

## 参考
「ラガール」は阪急阪神ホールディングス（第4192872号、第4752977号、第4752978号）と阪急電鉄（第5233761号）の登録商標となっており、阪急系列のブランドネームとして使われ続けている。例えば、阪急の駅売店は「ラガールショップ」という屋号で営業していたほか、梅田駅（現・大阪梅田駅）にはかつて「ラガールビジョン」という発車標も存在した。